# Glädjestaden
Glädjestaden är en amerikansk film från 1940 i regi av Jack Conway. Filmen nominerades till två Oscar i kategorierna bästa foto och bästa effekter. Filmen följer två så kallade "wildcatters" i jakten på olja. Huvudrollsinnehavaren Clark Gables far arbetade med olja, och Gable hade därför egen erfarenhet av filmens ämne.

## Handling
"Big John" McMasters (Clark Gable) och "Square John" Sand (Spencer Tracy) slår sig samman i jakten på olja. När Sands flickvän Betsy (Claudette Colbert) kommer för att besöka honom blir istället Betsy och McMasters kära. Sands och McMasters upplever sedan fram och motgångar inom oljebranschen.

## Rollista
- Clark Gable - "Big John" McMasters
- Spencer Tracy - "Square John" Sand
- Claudette Colbert - Betsy Bartlett McMasters
- Hedy Lamarr - Karen Vanmeer
- Frank Morgan - Luther Aldrich
- Lionel Atwill - Harry Compton
- Chill Wills - Harmony Jones
- Marion Martin - Whitey
- Minna Gombell - Evie
- Joe Yule - Ed Murphy
- Sara Haden - Miss Barnes